# 優希しおん
優希 しおん（ゆうき しおん、11月30日 - ）は、元宝塚歌劇団宙組の男役。
大阪府岸和田市、四天王寺高校出身。身長169cm。愛称は「きよ」、「ゆいな」。

## 来歴
2012年、宝塚音楽学校入学。
2014年、宝塚歌劇団に100期生として入団。月組公演「宝塚をどり／明日への指針／TAKARAZUKA 花詩集100!!」で初舞台。
2015年、組まわりを経て宙組に配属。
2023年12月24日付で宝塚歌劇団を退団。当初は、芹香斗亜・春乃さくらトップコンビ大劇場お披露目となる「PAGAD／Sky Fantasy!」東京公演千秋楽をもって退団予定であったが、宙組生徒の急死により、僅か2日で公演休止となる。

## 主な舞台

### 初舞台
- 2014年3 - 6月、月組『宝塚をどり』『明日への指針-センチュリー号の航海日誌-』『TAKARAZUKA 花詩集100!!』

### 組まわり
- 2014年9 - 12月、月組『PUCK（パック）』『CRYSTAL TAKARAZUKA-イメージの結晶-』

### 宙組時代
- 2015年3 - 4月、『TOP HAT』（梅田芸術劇場・赤坂ACTシアター） - ショーマン（一幕）
- 2015年6 - 8月、『王家に捧ぐ歌』 - 新人公演：エジプトの戦士（本役:瑠風輝）
- 2015年10 - 11月、『メランコリック・ジゴロ -あぶない相続人-』『シトラスの風Ⅲ』（全国ツアー）
- 2016年1 - 3月、『Shakespeare〜空に満つるは、尽きせぬ言の葉〜』 - 新人公演：エセックス伯ロバート・デヴルー（新人公演:桜木みなと）『HOT EYES!!』
- 2016年5月、『ヴァンパイア・サクセション』（ドラマシティ・KAAT神奈川芸術劇場）
- 2016年7 - 10月、『エリザベート-愛と死の輪舞（ロンド）-』 - 黒天使、新人公演：黒天使（マデレーネ）（本役:結乃かなり）
- 2016年11 - 12月、『バレンシアの熱い花』 - 青年『HOT EYES!!』（全国ツアー）
- 2017年2 - 4月、『王妃の館-Château de la Reine-』 - 新人公演：近藤誠（本役:澄輝さやと）『VIVA! FESTA!』
- 2017年6月、『A Motion（エース　モーション）』（梅田芸術劇場、文京シビックホール）
- 2017年8 - 11月、『神々の土地』 - ミーチャ、新人公演：ゾバール（本役:桜木みなと）『クラシカル　ビジュー』
- 2018年1月、『WEST SIDE STORY』（東京国際フォーラム） - ジェッツの男
- 2018年3 - 6月、『天（そら）は赤い河のほとり』 - ゾラ、新人公演：ウセル・ラムセス（本役:芹香斗亜）『シトラスの風ーSunriseー』
- 2018年7 - 8月、『WEST SIDE STORY』（梅田芸術劇場） - ジーター
- 2018年10 - 12月、『白鷺（しらさぎ）の城（しろ）』『異人たちのルネサンス』 - 新人公演：ジュリアーノ・デ・メディチ（本役:桜木みなと）
- 2019年2月、『黒い瞳』トリオ『VIVA!FESTA! in HAKATA』
- 2019年4 - 7月、『オーシャンズ11』 - バージル・モロイ、新人公演：ラスティー・ライアン（本役:芹香斗亜）
- 2019年12 - 2020年2月、『El Japon イスパニアのサムライ』 - 主殿、新人公演：藤九郎（本役:和希そら）『アクアヴィーテ（aquavitae）！！』
- 2020年9月、『FLYING SAPA -フライング サパ-』（梅田芸術劇場） - ズーピン
- 2020年11 - 2021年2月、『アナスタシア』 - ロットバルト
- 2021年6 - 9月、『シャーロック・ホームズ-The Game Is Afoot!-』 - ウィギンズ『Délicieux（デリシュー）!－甘美なる巴里－』
- 2021年11 - 12月、『バロンの末裔』 - スティーブンソン『アクアヴィーテ（aquavitae）！！』
- 2022年2 - 5月、『NEVER SAY GOODBYE -ある愛の軌跡-』 - ナセール＊予定

## 出演イベント
- 2014年4月、宝塚歌劇100周年 夢の祭典『時を奏でるスミレの花たち』（ドンブラココーラス）